# 1068 Nofretete
1068 Nofretete là một tiểu hành tinh bay quanh Mặt Trời. Ban đầu nó có tên là 1926 RK. It is now named after Nefertiti, wife thuộc Egyptian pharaoh Amenhotep IV.